# Vatarba
Vatarba (łac. Diocesis Vatarbensis) – stolica historycznej diecezji w Cesarstwie rzymskim w prowincji Numidia zlikwidowana w VII w. podczas ekspansji islamskiej, współcześnie w północnej Algierii. Obecnie katolickie biskupstwo tytularne. 

## Biskupi tytularni
| Lp. | Biskup                       | Funkcja                                | Od                   | Do                   |
| --- | ---------------------------- | -------------------------------------- | -------------------- | -------------------- |
| 1   | Edmund John Aloysius Gleeson | biskup koadiutor Maitland (Australia)  | 31 maja 1929         | 28 marca 1931        |
| 2   | João da Silva Campos Neves   | biskup pomocniczy Lizbony (Portugalia) | 27 maja 1931         | 29 października 1949 |
| 3   | Arturo Duque Villegas        | biskup pomocniczy Ibagué (Kolumbia)    | 7 maja 1949          | 17 marca 1957        |
| 4   | Andrzej Wronka               | biskup pomocniczy wrocławski           | 30 maja 1957         | 29 sierpnia 1974     |
| 5   | Mauro Morelli                | biskup pomocniczy São Paulo (Brazylia) | 12 grudnia 1974      | 25 maja 1981         |
| 6   | Ricardo Ramirez              | biskup pomocniczy San Antonio (USA)    | 27 października 1981 | 17 sierpnia 1982     |
| 7   | Moses Anderson               | biskup pomocniczy Detroit (USA)        | 2 grudnia 1982       | 1 stycznia 2013      |
| 8   | Peter Baldacchino            | biskup pomocniczy Miami (USA)          | 20 lutego 2014       | 15 maja 2019         |
| 9   | Danival Milagres Coelho      | biskup pomocniczy Goiânia (Brazylia)   | 2 lutego 2024        |                      |